# Sargeant (Minnesota)
Sargeant es una ciudad ubicada en el condado de Mower en el estado estadounidense de Minnesota. En el Censo de 2010 tenía una población de 61 habitantes y una densidad poblacional de 28,38 personas por km².

## Geografía
Sargeant se encuentra ubicada en las coordenadas 43°48′20″N 92°48′2″O / 43.80556, -92.80056. Según la Oficina del Censo de los Estados Unidos, Sargeant tiene una superficie total de 2.15 km², de la cual 2.15 km² corresponden a tierra firme y (0%) 0 km² es agua.

## Demografía
Según el censo de 2010, había 61 personas residiendo en Sargeant. La densidad de población era de 28,38 hab./km². De los 61 habitantes, Sargeant estaba compuesto por el 96.72% blancos, el 0% eran afroamericanos, el 0% eran amerindios, el 1.64% eran asiáticos, el 0% eran isleños del Pacífico, el 0% eran de otras razas y el 1.64% pertenecían a dos o más razas. Del total de la población el 0% eran hispanos o latinos de cualquier raza.